# 覆舟山之战
覆舟山之战，晋安帝元兴三年（404年）二月至三月，东晋将领刘裕等在覆舟山（今南京城东北）进攻桓玄的作战。
403年十二月，桓玄逼迫晋安帝让位给自己。404年三月，北府兵将领刘裕、刘毅、何无忌等起兵讨伐桓玄。同月，刘裕与何无忌等于京口（今江苏镇江市）袭杀徐州刺史桓修，刘毅与孟昶等于广陵（今江苏扬州市）攻杀青州刺史桓弘。刘裕被推为盟主。刘裕以孟昶守京口，自率部众一千七百余人，进驻竹里（今江苏句容北），桓玄以扬州刺史桓谦为征讨大都督。桓谦等主张迎击刘裕，桓玄则屯兵覆舟山，以逸待劳。桓谦力争出击，桓玄派遣顿丘郡太守吴甫之、右卫将军皇甫敷相继自建康北攻京口。三月，剂裕与吳甫之在江乘（今江苏句容北）相遇。吴甫之兵败被断。刘裕追至罗落桥（今南京东北）。皇甫敷率数千人迎战刘裕，皇甫敷战死。桓玄再派桓谦及游击将军何澹之屯兵覆舟山东北，侍中、后将军卞范之駐军覆舟山以西，合计兵力万人。刘裕军轻装进至覆舟山以东，使老弱布疑兵，迷惑桓玄。桓玄急调武卫将军庾赜之率精兵出援各军。刘裕与刘毅等突击桓谦军，又借风纵火，桓谦大败。桓玄已无意再战，率其子侄乘船沿江南下。刘裕率军进入建康（今南京），并派诸将追击桓玄。